# هنريك فورسبرغ (لاعب هوكي الجليد)
هنريك فورسبرغ (بالفنلندية: Henrik Forsberg)‏ هو لاعب هوكي الجليد فنلندي، ولد في 10 سبتمبر 1985 في فآسا في فنلندا.

## وصلات خارجية
- هنريك فورسبرغ على موقع EliteProspects.com (الإنجليزية)
- هنريك فورسبرغ على موقع Eurohockey.com (الإنجليزية)
- هنريك فورسبرغ على موقع HockeyDB.com (الإنجليزية)